# Roberto de Visiani

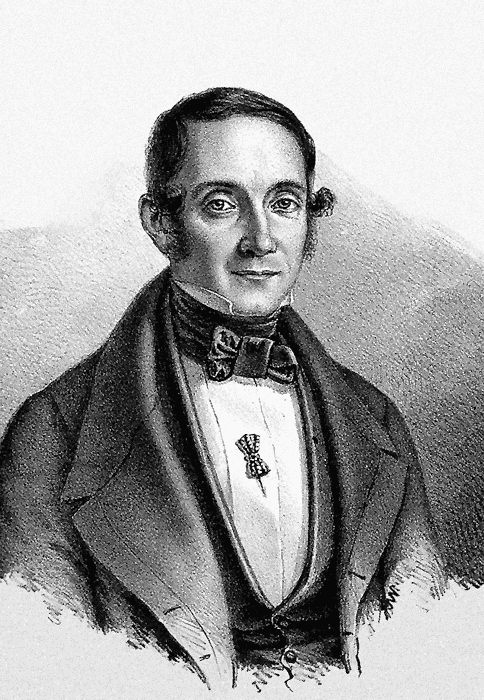
Roberto de Visiani

Roberto de Visiani, auch Robert Visiani (* 9. April 1800 in Šibenik; † 4. Mai 1878 in Padua), war ein Botaniker und Arzt. Sein offizielles botanisches Autorenkürzel lautet „Vis.“ Visianis Lebenswerk ist mit der Arbeit an der Flora Dalmatica verbunden. Das von 30 Mitarbeitern in 50 Jahren zusammen getragene Material wird im Botanischen Museum der Universität Padua in der abgeschlossenen Sammlung der Flora Dalmatica aufbewahrt.

## Leben und Wirken

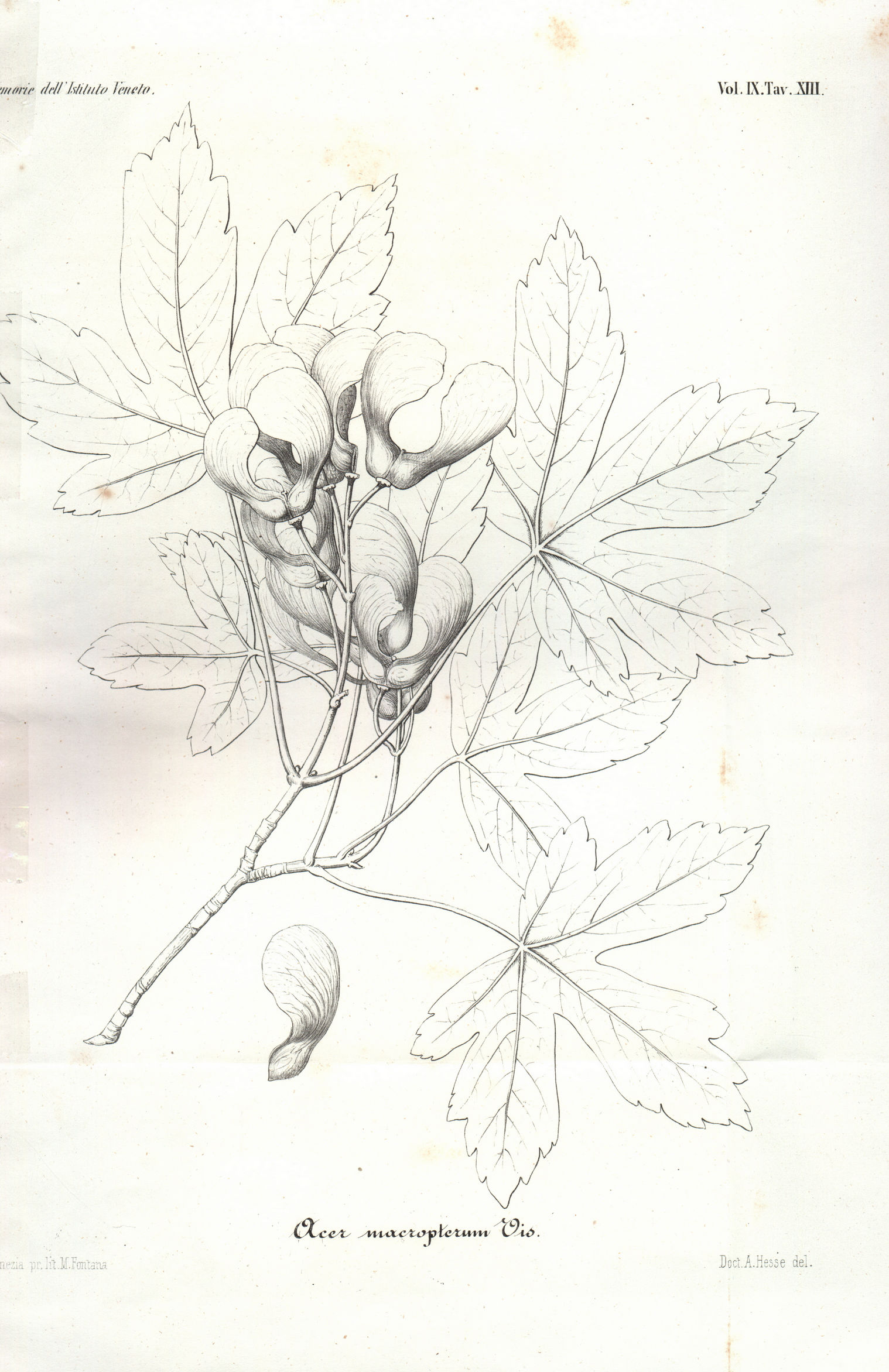
Ikonographie von Acer macropterum Vis. (eigentlich Acer heldreichii spp. visianii) aus Visianis Plantarum serbicarum pemptas 1860. Dieser stammt aus einer serbischen Aufsammlung von Josif Pančić

Robert Visiani war der Sohn eines aus Frankreich stammenden Arztes. Seine erste Ausbildung erhielt er in Split. 1817 schrieb er sich an der Medizinischen Fakultät der Universität Padua ein und machte 1822 dort seinen Abschluss als Magister. Anschließend wurde er Assistent von Giuseppe Antonio Bonato (1753–1836). Zwischenzeitlich war er ab 1826 einige Jahre lang als Praktischer Arzt in Kotor, Drniš und Budva tätig, nebenbei sammelte er Material für seine Publikationen über die Pflanzen Dalmatiens. Nach Bonatos Tod wurde er am 4. März 1837 sowohl sein Nachfolger auf dem Lehrstuhl für Botanik als auch Leiter des Botanischen Gartens Padua. Den Lehrstuhl für Botanik gab er erst am 17. Mai 1877 ab, ein Jahr vor seinem Tod.
Schwerpunkte des Wirkens von Robert Visiani waren unter anderem die Pflanzenwelt Dalmatiens und Serbiens. Unter anderen stammt von Visiani zusammen mit Josif Pančić die Erstveröffentlichung der nördlichen Unterart des Griechischen Ahorns (Acer heldreichii ssp. visianii).

## Ehrungen
1844 wurde er zum Mitglied der Deutschen Akademie der Naturforscher Leopoldina gewählt.
Augustin-Pyrame de Candolle benannte 1844 ihm zu Ehren die Pflanzengattung Visiania. Sie ist heute ein Synonym zu Ligustrum aus der Familie der Ölbaumgewächse Oleaceae. Guglielmo Gasparrini benannte, ebenfalls 1844,  eine Pflanzengattung aus der Familie der Maulbeergewächse (Moraceae) mit dem Namen Visiania.  Dieses Homonym ist jedoch gemäß den Regeln des ICBN ungültig.
Im 19. Jahrhundert wurde in Šibenik ein Stadtpark nach Robert Visiani benannt.

## Publikationen
- Stirpium dalmaticarum specimen. Padua 1826.
- Plantae quaedam Aegypti ac Nubiae enumeratae. Padua 1836.
- Flora Dalmatica: sive enumeratio stirpium vascularium, quas hactenus in Dalmatia lectas et sibi observatas descripsit, digessit, rariorumque iconibus illustravit. F. Hofmeister, Leipzig (1842–1852).
- Plantae serbicae rariores aut novae. Venedig (1862, 1864 und 1870; mit Josif Pančić (1814–1888)).
- Di due nuovi Generi di Piante Fossili. Nota. 1869
- Florae Dalmaticae supplementum alterum adjectis plantis in Bosnia, Hercegovina et Montenegro Crescentibus. Venedig (1872, 1877 und 1882).